# Houses in Motion
Houses in Motion è il secondo e ultimo singolo estratto dal quarto album in studio Remain in Light della band new wave statunitense Talking Heads. Quinta traccia del disco, venne pubblicato un mix alternativo del brano su vinile il 5 maggio 1981 e raggiunse la posizione 50 delle UK Singles Chart.

## Il brano
Nell'estate del 1980, il frontman e il compositore principale dei Talking Heads, David Byrne, remixò il brano realizzato assieme al produttore dell'album Brian Eno ai Compass Point Studios nelle Bahamas. Houses in Motion presenta delle esibizioni di ottoni di Jon Hassell. La B-side Air proviene dal loro terzo album in studio Fear of Music.

## Tracce
1. Houses in Motion – 4:33
2. Air – 3:34

- La versione da 12" incluse una versione live aggiuntiva di Houses of Motion.

## Classifiche
| Classifica (1981)   | Posizione |
| ------------------- | --------- |
| Irish Singles Chart | 26        |
| UK Singles Chart    | 50        |

## Cover
Una versione veloce del brano eseguita da Helen White è presente nella colonna sonora del film Plunkett & Macleane (incisa da Craig Armstrong).
I Phish realizzarono la cover di Houses in Motion all'Omni Coliseum durante il loro spettacolo di Halloween nel 1996. Nella seconda parte dell'esibizione suonarono per intero l'album Remain in Light.